# Also hat Gott die Welt geliebt, BWV 68
Also hat Gott die Welt geliebt (BWV 68) ist eine Kirchenkantate von Johann Sebastian Bach. Er komponierte sie in Leipzig für den 2. Pfingstfesttag und führte sie am 21. Mai 1725 zum ersten Mal auf.

## Geschichte und Worte
Bach schrieb die Kantate für den 2. Pfingstfesttag. Die vorgeschriebenen Lesungen für den Festtag waren Apg 10,16–21  und Joh 3,16–21 , das Treffen Jesu mit Nikodemus. In seinem zweiten Leipziger Amtsjahr hatte Bach vom ersten Sonntag nach Trinitatis bis Palmsonntag für seinen zweiten Kantatenzyklus konsequent Choralkantaten komponiert, war jedoch zu Ostern wieder zu Kantaten auf freierer Textgrundlage übergegangen. Dazu gehörten neun Kantaten auf Texte der Dichterin Christiana Mariana von Ziegler, darunter auch die Kantate zum 2. Pfingsttag. Bach ordnete sie und Auf Christi Himmelfahrt allein später seinem zweiten Kantatenzyklus zu, obwohl sie nicht auf einem Choral beruhen, aber mit einer Choralphantasie beginnen. Die anderen sieben Kantaten der Autorin, die überwiegend mit einem Bass-Solo als Vox Christi (Stimme Christi) beginnen, nahm er dagegen in den dritten Kantatenzyklus.
Die Dichterin wählte für den ersten Satz der Pfingstkantate mit der ersten Strophe von Salomo Liscows Kirchenlied (1675), das mit denselben Worten beginnt wie der Satz des Evangeliums: „Also hat Gott die Welt geliebt“. Im letzten Satz des fünfsätzigen Werkes zitierte sie Vers 18 des Evangeliums, den Bach in einem ungewöhnlich ausgedehnten Chorsatz bearbeitete.
Bach führte die Kantate am 21. Mai 1725 erstmals auf.

## Besetzung und Aufbau
Die Kantate ist besetzt mit zwei Vokalsolisten (Sopran und Bass), vierstimmigem Chor, Horn, Zink, drei Posaunen, zwei Oboen, Taille (Tenoroboe), zwei Violinen, Viola und Basso continuo. Die Kantate enthält fünf Sätze.
1. Coro: Also hat Gott die Welt geliebt
2. Aria (Sopran): Mein gläubiges Herze
3. Recitativo (Bass): Ich bin mit Petro nicht vermessen
4. Aria (Bass): Du bist geboren mir zugute
5. Coro: Wer an ihn gläubet, der wird nicht gerichtet

## Musik
Der Eingangschor ist eine Choralphantasie, wie in Bachs Choralkantaten. Die Melodie von Gottfried Vopelius (1682) wird vom Sopran gesungen und vom Horn verstärkt. Bach veränderte den Rhythmus der Melodie zum 12/8-Takt und verzierte sie.
Die beiden Arien basieren auf Bachs Jagdkantate Was mir behagt, ist nur die muntre Jagd, BWV 208. Die Sopranarie „Mein gläubiges Herze“ beruht auf einer Arie der Göttin Pales „Weil die wollenreichen Herden“. Bach setzt als obligates Instrument ein Violoncello piccolo ein, wie in anderen Kantaten seines zweiten Zyklus (1724–25). Die Bass-Arie beruht auf einer Arie des Gottes Pan, „Ein Fürst ist seines Landes Pan“.
Der letzte Satz ist nicht wie in den meisten Kirchenkantaten ein schlichter vierstimmiger Choral, sondern eine groß angelegte Struktur, auf einen Vers des Johannes-Evangeliums. Bach drückt den Kontrast von „wer an ihn gläubet“ und „wer aber nicht gläubet“ in einer Doppelfuge mit zwei kontrastierenden Themen aus, wobei die Stimmen vom Zink (Sopran) und drei Posaunen (Alt bis Bass) verstärkt werden.

## Einspielungen (Auswahl)
- J. S. Bach: Cantatas BWV 68 & BWV 70. Kurt Thomas, Kantorei der Dreikönigskirche Frankfurt, Collegium Musicum, Ingeborg Reichelt, Erich Wenk. L’Oiseau-Lyre, 1962?
- Bach Made in Germany Vol. 2 – Cantatas IV. Kurt Thomas, Thomanerchor, Gewandhausorchester, Elisabeth Grümmer, Theo Adam. Eterna, 1960.
- Les Grandes Cantates de J. S. Bach Vol. 14. Fritz Werner, Heinrich-Schütz-Chor Heilbronn, Pforzheimer Kammerorchester, Agnes Giebel, Jakob Stämpfli. Erato, 1963.
- J. S. Bach: „Erschallet, ihr Lieder“, Kantate BWV 172; „Also hat Gott die Welt geliebt“, Kantate BWV 68. Klaus Martin Ziegler, Vocalensemble Kassel, Deutsche Bachsolisten, Ursula Buckel, Jakob Stämpfli. Cantate, 1966.
- Bach Cantatas Vol. 3 – Ascension Day, Whitsun, Trinity. Karl Richter, Münchener Bach-Chor, Münchener Bach-Orchester, Edith Mathis, Dietrich Fischer-Dieskau. Archiv Produktion, 1975.
- J. S. Bach: Das Kantatenwerk, Folge 17 – BWV 65–68. Nikolaus Harnoncourt, Tölzer Knabenchor, Concentus Musicus Wien, Solist des Tölzer Knabenchors, Ruud van der Meer. Teldec, 1975.
- Die Bach Kantate, Vol. 37. Helmuth Rilling, Gächinger Kantorei, Bach-Collegium Stuttgart, Arleen Augér, Philippe Huttenlocher. Hänssler, 1981.
- Bach Made in Germany Vol. 4 – Kantaten II. Hans-Joachim Rotzsch, Thomanerchor, Gewandhausorchester, Arleen Augér, Theo Adam. Leipzig Classics, 1981.
- J. S. Bach: Cantatas with Violoncelle Piccolo. Christophe Coin, Chœur de Chambre Accentus, Ensemble Baroque de Limoges, Barbara Schlick, Gotthold Schwarz. Auvidis Astrée, 1995.
- Bach Cantatas Vol. 26: Long Melford / For Whit Sunday / For Whit Monday. John Eliot Gardiner, Monteverdi Choir, English Baroque Soloists, Lisa Larsson, Panajotis Iconomou. Soli Deo Gloria 2000.
- Bach Edition Vol. 21 – Cantatas Vol. 12. Pieter Jan Leusink, Holland Boys Choir, Netherlands Bach Collegium, Marjon Strijk, Bas Ramselaar. Brilliant Classics, 2000.
- J. S. Bach: Complete Cantatas Vol. 14. Ton Koopman, Amsterdam Baroque Orchestra & Choir, Deborah York, Klaus Mertens. Antoine Marchand, 2001
- J. S. Bach: Cantatas Vol. 39 – BWV 28, 68, 85, 175, 183. Masaaki Suzuki, Bach Collegium Japan, Carolyn Sampson, Peter Kooij. BIS, 2007.